# Filanto (rey de los dríopes)
Filanto o Filante (en griego antiguo: Φύλας, Phýlās o Filas) es un personaje de la mitología griega y uno de los reyes de los dríopes. Su nombre está relacionado con las hazañas de Heracles.

## Mitología
Filanto, era rey de Éfira y decidió, al frente de su ejército, atacar el templo de Delfos, sin saber que así se enfrentaría a la ira de Heracles hijo de Zeus. Durante la lucha el propio rey encontró la muerte ante Heracles.
Todos los soldados de su ejército fueron hechos prisioneros y una vez llegados ante el oráculo de la ciudad fueron ofrecidos a la deidad protectora (Apolo).
Filanto tuvo dos hijas, Meda y Astioque; Heracles se unió a las dos, engendrando a Antíoco de la primera, y a Tlepólemo de la segunda.